# Kościół św. Michała Archanioła w Niemicy
Kościół św. Michała Archanioła – zabytkowy kościół filialny parafii Chrystusa Króla w Kozielicach z lat 1780-1795, przebudowany w roku 1848, położony w Niemicy, w województwie zachodniopomorskim, w powiecie kamieńskim , w gmina Golczewo. Wpisany do rejestru zabytków pod numerem 427 z 10 grudnia 1963 roku

## Historia
Jest to dawny kościół ewangelicki. Ze wzmianek historycznych wiadomo, że w roku 1564 fundatorem kościoła były rodziny von Flemming-Schnatow oraz rodzina von Steinwehr z Niemicy. W roku 1594 w kościele były 2 dzwony w dzwonnicy. W roku 1643 przeprowadzono prace restauracyjne kościoła, a już cztery lata później, w roku 1647 zakończono budowę wieży kościelnej (odnotowano to w kronice kościelnej i inskrypcji na wieży). W roku 1780 opracowano projekt nowej budowy kościoła według projektu Davida Gilly’ego. W roku 1780 została zbudowana południowa ściana kościoła szkieletowego, lecz w 1784 roku pozostałe części kościoła zawaliły się. Na miejscu renesansowego ryglowego kościoła wzniesiono w 1795 roku nowy kościół. W 1780 roku Dawid Gilly wykonał rekonstrukcję wieży kościoła pochodzącej z 1647 roku. W roku 1830 dodano zachodnią emporę. W 1848 roku kościół przebudowano. W 1920 roku zawaliła się empora od strony północnej wraz ze sklepionym grobowcem, znajdującym się pod nią. Pod koniec lat 30. XX wieku przeprowadzono renowację wieży. W roku 1920 rozebrano masywną, dotychczasową, kopułę tzw. chóru Kopplina po stronie północnej.
W czasach powojennych kościół poświęcony został 29 września 1946 roku.

## Opis
Kościół wzniesiony jest w konstrukcji szkieletowej z wypełnieniem z cegły (mur pruski),  na planie prostokąta. Jest to budowla prezbiterialna, jednoprzestrzenna z kwadratową w rzucie wieżą przy elewacji zachodniej zakończona ostrosłupowym hełmem. Drewniana wieża jest oszalowana. Kościół przykryty jest dachem dwuspadowym załamanym nad szczytem wschodnim, tworząc dach naczółkowy. Wnętrze otynkowane przykryte jest stropem belkowym. Okna mają prostokątny kształt i są podzielone na kwatery. Zachowane są w nich XIX-wieczne witraże.
Na terenie przykościelnym znajduje się cmentarz.

### Wnętrze
Prezbiterium wyodrębniono przez niewielkie podwyższenie z balustradą, na którym ustawiono drewniane mensę i pulpit. W centrum prezbiterium wisi obraz ukrzyżowanego Chrystusa. Po lewej stronie znajduje się drewniane tabernakulum zdobione złotem, a obok niego obraz Matki Boskiej Częstochowskiej w ozdobnej, czerwonej ramie. Po prawej stronie wiszący obraz św. Michała Archanioła przedstawia go w tunice z mieczem przy piersi. W świątyni znajduje się także obraz bł. Jana Pawła II. Wnętrze wyróżnia kamienna chrzcielnica oraz misternie wykonany metalowy krucyfiks.